# Erlöserkirche (Niebra)

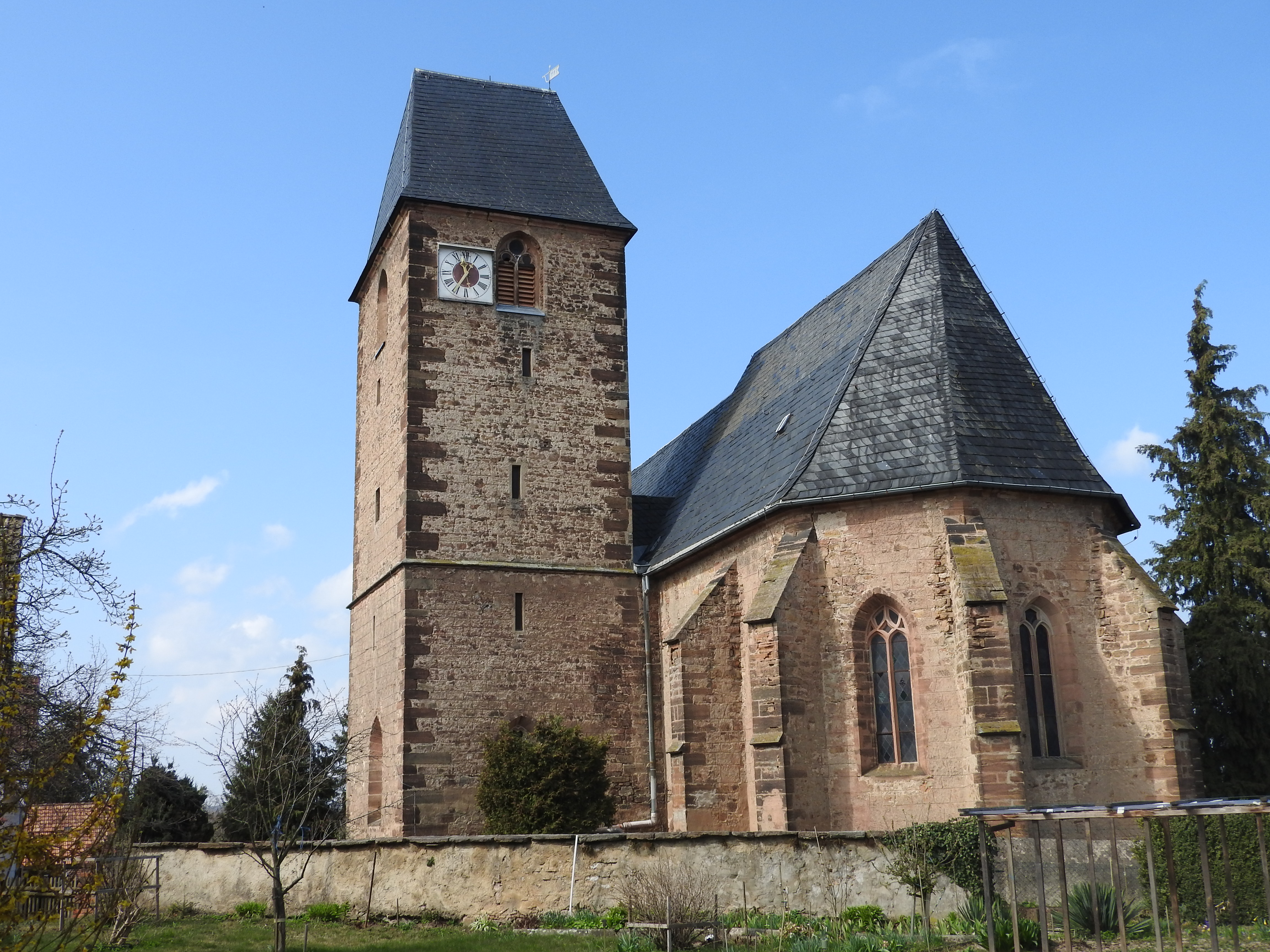
Die Kirche

Die evangelische Erlöserkirche Niebra steht im Ortsteil Niebra der Gemeinde Falka der Stadt Gera in Thüringen. Sie gehört zur Kirchengemeinde Wünschendorf im Kirchenkreis Gera der Evangelischen Kirche in Mitteldeutschland.

## Geschichte
Der frühgotische Chor der Wehrkirche wurde im 14. Jahrhundert an den bereits stehenden Kirchturm angebaut. Im 15. Jahrhundert entstand das Kirchenschiff. Im Inneren und Äußeren war es radikal regotisiert. 1966 und 1967 führte man die Restaurierung des Chorraums durch und der Turm wurde neu eingedeckt.